# Tyl, sved og tårer
|  | Denne artikel er oprettet af botten PalnaBot ud fra en ekstern database. Den kan derfor have sproglige fejl eller mangler. Denne skabelon kan fjernes efter kontrol af indholdet. |

Tyl, sved og tårer er en film instrueret af Lone Bastholm.

## Handling
1.000 mennesker har deres daglige arbejde på Det Kongelige Teater. Publikum ser hver aften resultaterne af deres anstrengelser på de to scener. Men hvad foregår der egentlig i de sytten kilometer lange korridorer, som binder teatrets indre sammen? I tre afsnit kastes et kalejdoskopisk blik på aktiviteterne i de mange faggrupper bag kulisserne i den 250 år gamle institution. Fra scenearbejdere til ledelse. Fra varmekælderen til ophænget af den tonstunge lysekrone over publikum. Fra værksteder, træningssale og garderober til den magiske premierestemning. I første del fokuseres bl.a. på balletbørnenes drømme om et liv på de skrå brædder.